# Westermark (Syke)
Koordinaten: 52° 53′ 48″ N, 8° 47′ 43″ O
Die Westermark ist ein 701,5 ha großes Waldgebiet in der niedersächsischen Stadt Syke im Landkreis Diepholz. Es befindet sich im östlichen Bereich des Naturparks Wildeshauser Geest und im westlichen und südwestlichen Bereich der Kernstadt Syke. Das Gelände erreicht eine Höhe von 58 Meter.
In diesem Waldgebiet blüht alljährlich von Mitte Juli bis Mitte August die wildwachsende Orchidee Breitblättrige Stendelwurz (Epipactis helleborine) in größerer Anzahl.
Durch das Waldgebiet, das Namensgeber für die Straße „Zur Westermark“ im Syker Ortsteil Henstedt ist, führt die Landesstraße L 340 in westlicher Richtung nach Nordwohlde und die L 333 in südwestlicher Richtung über Klein Bramstedt nach Bassum. Durch den südöstlichen Bereich der Westermark verläuft die Bahnstrecke Wanne-Eickel–Hamburg. Am südöstlichen Rand fließt die Twillbeeke, ein linker Nebenfluss der Hache.

## Objekte in der Westermark
- ein Waldspielplatz[2]

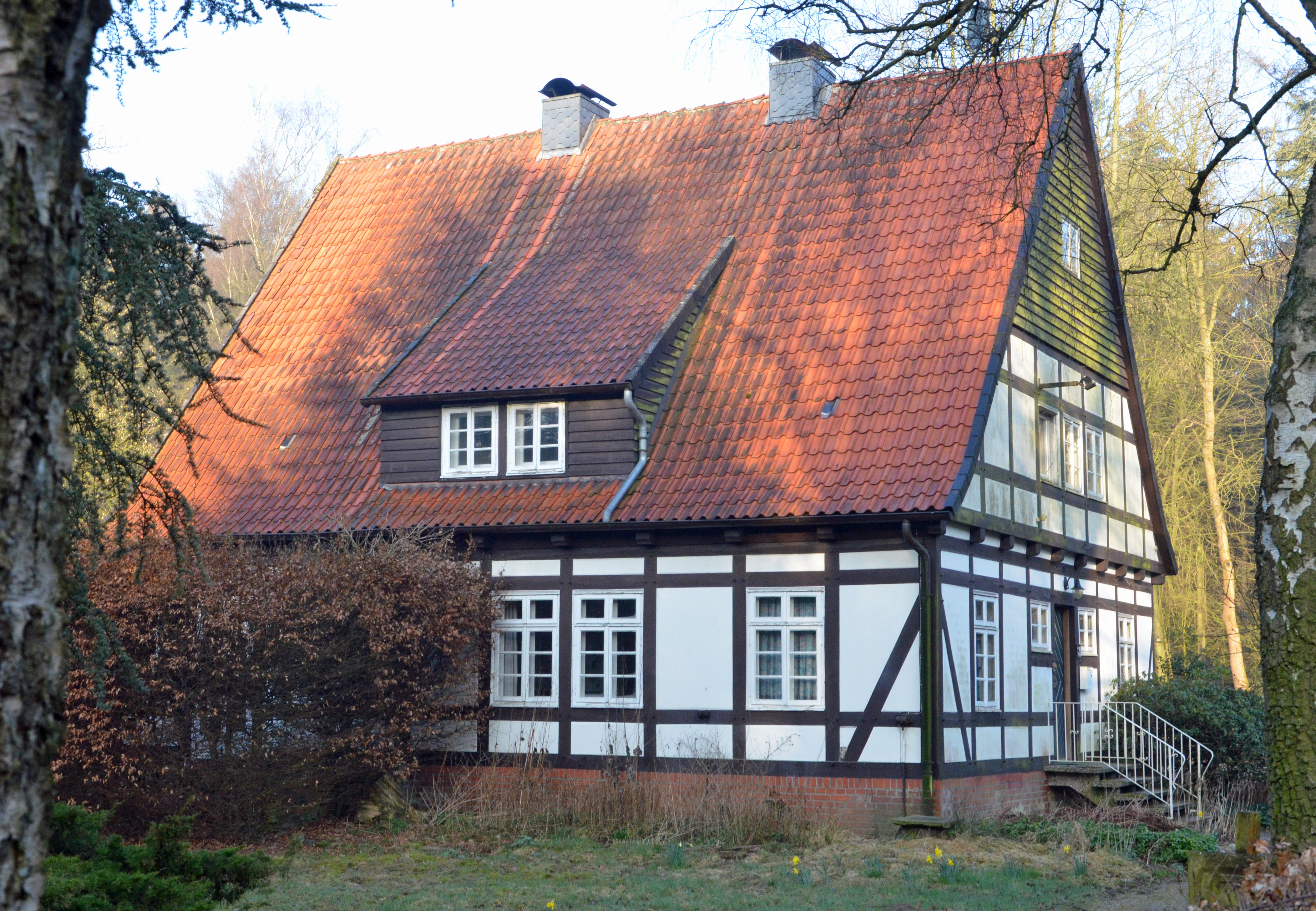
Forsthaus Westermark

- das Forsthaus Westermark, Bassumer Landstraße 78, von 1939 (siehe Liste der Baudenkmale in Syke, Denkmal-Nr. 25104100097)
- Am nordwestlichen Waldrand liegt der „Westflügel“, eine Lebens- und Arbeitsgemeinschaft behinderter Menschen mit den Arbeitsbereichen Tischlerei, Papiermacherei, Hauswirtschaft und Schneiderei.[3]

## Geschichte
Im Jahr 1964 wurde das Waldgebiet als Landschaftsschutzgebiet ausgewiesen (siehe Liste der Landschaftsschutzgebiete im Landkreis Diepholz; darin: Westermark, LSG DH 00059).
Beim Orkan Quimburga im Jahr 1972 (13. November) wurde der Wald zu einem großen Teil zerstört, seitdem aber wieder aufgeforstet.